# Wielcy urzędnicy państwowi
Wielcy urzędnicy państwowi (ang. Great Officers of State) – dziewięciu tradycyjnych angielskich urzędników królewskich, dawniej pełniących funkcje rządowe, a obecnie zwykle funkcje reprezentacyjne. Oddzielne wielkie urzędy istnieją w Szkocji.

## Lista wielkich urzędników państwowych
1. lord wielki steward (Lord High Steward)
2. lord kanclerz (Lord Chancellor)
3. lord wielki skarbnik (Lord High Treasurer)
4. lord przewodniczący Rady (Lord President of the Council)
5. lord tajnej pieczęci (Lord Privy Seal)
6. lord wielki szambelan (Lord Great Chamberlain)
7. lord wielki konstabl (Lord High Constable)
8. lord marszałek (Earl Marshal)
9. lord wielki admirał (Lord High Admiral)